# HNRPU
HNRPU‏ (Heterogeneous nuclear ribonucleoprotein U) هوَ بروتين يُشَفر بواسطة جين HNRPU في الإنسان.